# Ардашев, Юрий Алексеевич
Юрий Алексеевич Ардашев (род. 22 января 1965, Киров) — российский режиссёр, актёр, профессиональный барабанщик.
Опера «Человеческий голос» Ф. Пуленка, поставленная Ю. Ардашевым, стала Номинантом национальной премии «Золотая Маска» (2009) в номинациях «лучший спектакль», «лучшая женская роль».

## Биография
Юрий Ардашев родился 22 января 1965 года в городе Кирове.
Учился в Кировском училище искусств и ГМУ им. Гнесиных по классу ударных инструментов.
Закончил ВГИК (мастерская В. Н. Наумова) и РАТИ-ГИТИС (мастерская Ю. П. Любимова) по специальности «Режиссура». Работал в телекомпаниях Star Plus, Grand TV (Вятка), снимал рекламу и документальные фильмы; работал актёром и ассистентом режиссёра в Театре на Таганке. Как ассистент участвовал в работе с режиссёром Ю. П. Любимовым над спектаклями: «Суф(ф)ле», «Идите и остановите прогресс (обэриуты)», «До и после». С января 2011 года работает в Государственном русском драматическом театре имени Бестужева.

## Работы в кино
- «Past i present»
- «Микстуры для Терминатора» (2003)
- «Отражение. Воры в законе» (2006)
- «Борис Гребенщиков. Телепортации в Вятке»
- «Юрий Любимов. Портреты эпохи»
- «Отражение. Рекламные игры» (2004)

## Работы в театре
- «Три сестры»
- «Король Лир. Пауза». Театр «ГИТИС»
- Дж. Бок Д. Огайн «Скрипач на крыше»(мюзикл). «Театр на Таганке»
- Ф. Пуленк «Человеческий Голос». Московский международный Дом музыки, Театральный зал
- Х. К. Андерсен «Снежная королева». Государственный культурный центр-музей В.С. Высоцкого
- В. Розов «В поисках радости». Государственный молодёжный театр Алтая г. Барнаул.
- А. Зайцевский «Чудо-колокол». Государственный Русский Драматический театр им. Бестужева г. Улан-Удэ

Актёрские работы в «Театре на Таганке»:
- «Братья Карамазовы (Скотопригоньевск)» Ф. М. Достоевского. Режиссёр: Юрий Любимов — Григорий
- «Замок» Ф. Кафки. Режиссёр: Юрий Любимов — Мом
- «Марат и Маркиз де Сад» П. Вайса. Режиссёр: Юрий Любимов — Санитар
- «Горе от ума — Горе уму — Горе ума» А. С. Грибоедова. Режиссёр: Юрий Любимов — Платон Михайлович Горич
- «Антигона» Софокла — Шут
- «Театральный роман» М. Булгакова. Режиссёр: Юрий Любимов — Бюст Островского, Дворник
- «Скрипач на крыше» Дж. Бокка (Малая сцена). Режиссёр: Юрий Ардашев — Старшина

## Номинации и награды
- приз журнала «Бинокль» за самый интересный театральный эксперимент 1999 года — «Три сестры»
- главный приз Международного кинофестиваля DetectiveFEST «Закон и Общество» — «Отражение. Воры в законе» (2006)
- приз за лучшую режиссуру на Фестивале Независимого Телевидения — «Борис Гребенщиков. Телепортации в Вятке»
- приз за лучшую оригинальную режиссуру на фестивале московских театральных вузов «Студенческая Весна» — «Король Лир. Пауза»
- Ф. Пуленк Человеческий голос (опера) — номинант национальной премии «Золотая Маска» (2009) в номинации «лучший спектакль».